# Królestwo kobiet
Królestwo kobiet – polski serial kryminalno-komediowy udostępniany na platformie VOD Player oraz emitowany na antenie TVN od 18 października do 6 grudnia 2020. Reżyserem serialu był Maciej Bochniak.

## Fabuła
Ineza (Krystyna Janda), Wera (Aleksandra Adamska), Gabi (Gabriela Muskała) i Olga (Karolina Gruszka) muszą wspólnie poradzić sobie z przeciwnościami losu, które pojawiły po niespodziewanej śmierci ukochanego dla nich wszystkich mężczyzny – Roberta (Artur Żmijewski).

## Obsada
| Aktor                   | Rola                                  |
| ----------------------- | ------------------------------------- |
| Krystyna Janda          | Ineza Klin                            |
| Gabriela Muskała        | Gabi Bielska                          |
| Karolina Gruszka        | Olga Maj                              |
| Aleksandra Adamska      | Weronika Klin                         |
| Rafał Maćkowiak         | Marian Bielski, mąż Gabi              |
| Artur Żmijewski         | Robert Klin, mąż Wery, były mąż Inezy |
| Justyna Schneider       | Dominika Błach, córka Inezy           |
| Jan Peszek              | Szpak                                 |
| Szymon Piotr Warszawski | Klaudiusz Wilczyński                  |
| Natalia Jędruś          | Julka Bielska, córka Gabi i Mariana   |
| Iwo Rajski              | Max Bielski, syn Gabi i Mariana       |
| Hanna Oknińska          | Klara, córka Olgi                     |

### Gościnna
- Paweł Ławrynowicz – jako lekarz pogotowia
- Zbigniew Konopka – jako notariusz
- Krzysztof Kalczyński – jako laweciarz
- Sasza Reznikow – jako Antanas
- Arnas Danusas – jako Matijas
- Barbara Jonak – jako szefowa Klaudiusza
- Marzena Sobczak – jako sprzątaczka
- Wojciech Wachuda – jako kierowca Olszewnicki
- Wojciech Cygan – jako stróż w stolarni
- Jacek Hernik – jako ochroniarz na osiedlu
- Sonia Mietielica – jako Natasha
- Kacper Dyka – jako Kacper Olszewnicki, syn kierowcy
- Paulina Chapko – jako Olszewnicka, żona kierowcy
- Kaja Walden – jako policjantka
- Jacek Hernik – jako ochroniarz na osiedlu
- Sebastian Stankiewicz – jako Stach
- Andrzej Musiał – jako kierownik banku
- Szymon Roszak – jako ochroniarz banku
- Łukasz Stawowczyk – jako funkcjonariusz BSW
- Jacek Borusiński – jako właściciel galerii
- Agata Kulesza – jako żona Jerzego Szpaka

## Spis serii
| Seria | Seria | Sezon       | Odcinki | Premiera serii       | Finał serii    | Pora emisji     | Średnia oglądalność |
| ----- | ----- | ----------- | ------- | -------------------- | -------------- | --------------- | ------------------- |
|       | 1.    | jesień 2020 | 1–8 (8) | 18 października 2020 | 6 grudnia 2020 | niedziela 21.30 | 980 024             |

## Produkcja i odbiór
Zdjęcia do pierwszego sezonu produkcji liczącego osiem odcinków realizowano latem 2020 w Warszawie i okolicach. Serial był oparty na autorskim projekcie stacji TVN. Jego reżyserem był Maciej Bochniak. Za scenariusz odpowiadali: Katarzyna Śliwińska-Kłosowicz, Dana Łukasińska, Karolina Szymczyk-Majchrzak, Hanna Węsierska oraz Wojciech Saramonowicz. Producentem serialu był Tomasz Blachnicki.
Na bazie pomysłu serialu powstała wspólna piosenka autorstwa Kayah i Mery Spolsky o tym samym tytule.
Premierowy odcinek serialu wyemitowany 18 października 2020 oglądało średnio 1,45 mln widzów, natomiast średnia oglądalność trzech pierwszych odcinków na antenie TVN wynosiła 1,15 mln widzów. Cały sezon na antenie telewizji TVN został obejrzany przez średnio 980 tys. oglądających.